# Quatuor pour clarinette, violon, violoncelle et piano en fa majeur

Le Quatuor pour clarinette, violon, violoncelle et piano en fa majeur est une composition de musique de chambre de Paul Hindemith composée en 1938.

## Structure
Le quatuor comporte trois mouvements :
1. Modérément animé
2. Très lent
3. Finale: Modérément animé - Tranquillement animé - Très vif